# Charles Saski
Charles Gaspard Louis Saski (1850-1913) est un membre de la noblesse polonaise de la Maison Sas. Il est général de brigade français du XIXe siècle et du début du XXe siècle. Il est l'auteur d'un ouvrage d'histoire et de tactique militaire intitulé Campagne de 1809 en Allemagne et en Autriche.

## Biographie

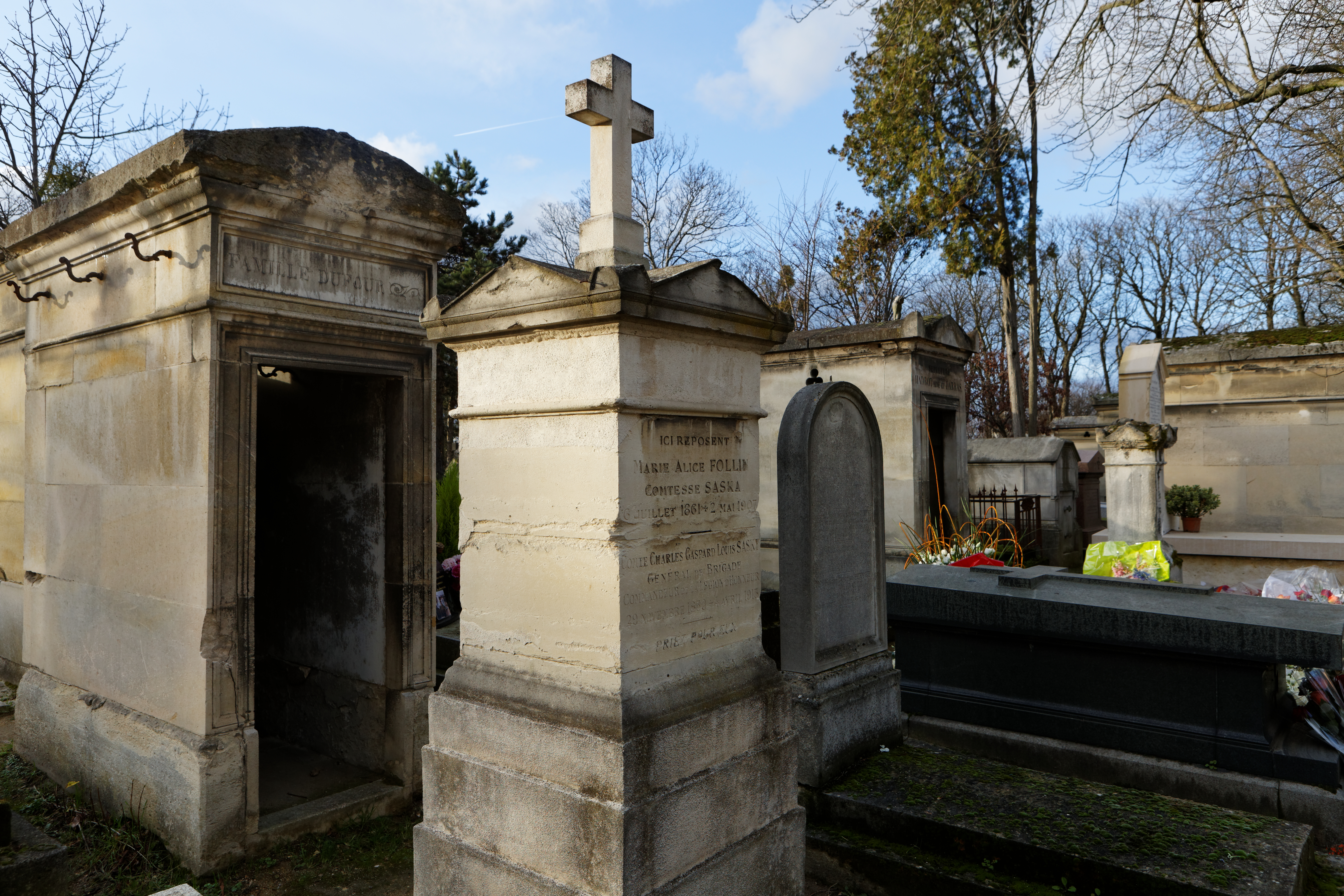
Tombe au cimetière du Père-Lachaise.

Charles Gaspard Louis Saski, dit « comte Saski », né le 29 novembre 1850 à Pierre-de-Bresse, est le fils de Dominique « comte » Saski, ex-capitaine au 21e régiment de ligne de l'armée insurrectionnelle polonaise, inspecteur de la compagnie d'assurance L'abeille bourguignonne à Dijon, (né le 4 mars 1802 au village de Staw, district d'Opoczno Pologne ou à Slawno Pologne et décédé le 5 janvier 1874 à Dijon) et de Amélie Guillemin. Il épouse le 20 mai 1879 à Paris VII° Marie Alice Follin.
La maison Sas était autrefois une puissante maison princière et ducale originaire de Saxe, de Transylvanie, de Hongrie et de Ruthénie. La famille descend de Dragoș de Moldavie.
Ce nom de famille est porté depuis la période médiévale par plusieurs branches réparties en transylvaniennes-saxonnes hongroises, ruthènes, ukrainiennes, polonaises et lituaniennes.
Engagé volontaire pour la durée de la Guerre franco-allemande de 1870, il est d'abord cavalier au 5e régiment de dragons en 1870 puis est ensuite sous-lieutenant en 1874 au 7e régiment de Dragons,
Lieutenant en 1878, il suit les cours de l’École de Guerre en 1883 à 1885. En 1881 il est chargé de mission au Monténégro.
Capitaine au 6e régiment de dragons de 1884 à 1890, puis au 3e régiment de chasseurs d'Afrique de 1890 à 1893.
Chef d'escadron en 1895, il est affecté au 21e régiment de chasseurs en 1896.
En 1898, il est affecté à la section historique de l'état-major de l'armée où il est nommé à un emploi de son grade.
En 1900, il est promu lieutenant-colonel au 27e régiment de dragons à Versailles et en 1903 colonel au 23e régiment de dragons.
Promu général de brigade, il commande la 3e brigade de cavalerie d’Algérie et la subdivision de Sétif, puis à partir de juin 1910 la 9e brigade de cavalerie, à Niort. Il a terminé sa carrière militaire à l’État-Major.
Il meurt à Paris, rue Saint-Jacques, le 4 avril 1913. Il est inhumé au cimetière du Père-Lachaise (49e division).
Sa fille Hélène Saska épousa le colonel Marcel Éric Audemard d'Alançon.

## Œuvre
On a de lui une Campagne de 1809 en Allemagne et en Autriche, une étude historique sur la tactique napoléonienne éditée en 3 volumes, de 1899 à 1902, Ouvrage réédité en 2008, en un seul volume, [présentation en ligne].

## Distinctions
- Commandeur de la Légion d'honneur (31 décembre 1912)[8]
- Médaille commémorative de la guerre 1870–1871
- Officier d'académie
- Chevalier de l'Ordre de François Joseph
- Chevalier de l'Ordre du Prince Danilo 1er